# Тайна отца Амаро
Тайна отца Амаро (исп. El crimen del padre Amaro) — мексиканский фильм 2002 года режиссёра Карлоса Карреры. В основу сценария лёг роман португальского писателя Жозе Мария Эса де Кейрош «Преступление падре Амару».
Фильм вызвал недовольство среди католиков, которые безуспешно хотели запретить его показ. Фильм установил рекорд в мексиканском прокате, который до этого принадлежал фильму «Секс, стыд и слёзы».
Фильм был номинирован на Премию «Оскар» за лучший фильм на иностранном языке и на «Золотой глобус», также в категории за лучший фильм на иностранном языке.

## Сюжет
Только что назначенный отец Амаро приезжает в Лос Рейес, небольшой городок в вымышленном штате Альдана, чтобы начать службу в церкви. У местного священника отца Бенито роман с владелицей ресторана Санхуанерой. Бенито занимается строительством большого госпиталя, которое частично финансируется наркобароном. Другой местный священник отец Наталио подозревается в поддержке левых взглядов.
Дочь Санхуанеры 16-летняя Амелия преподает катехизм местным детям и планирует свадьбу с молодым журналистом Рубеном. Вскоре Амаро влюбляется в Амелию, а местная газета публикует информацию о связях Бенито с наркобароном и отмыванием денег.

## В ролях
- Гаэль Гарсиа Берналь — Амаро
- Ана Клаудия Таланкон — Амелия
- Санчо Грасия — отец Бенито
- Анхелика Арагон — Санхуанера
- Эрнесто Гомес Крус — епископ
- Гастон Мело — Мартин
- Дамиан Алькасар — отец Наталио
- Андрес Монтьель — Рубен

## Отзывы
На сайте Rotten Tomatoes фильм имеет рейтинг 61 % на основе 82 рецензий. На сайте Metacritic фильм получил оценку 60/100, что означает смешанные или средние отзывы.